# Bambuí
Bambuí este un oraș în unitatea federativă Minas Gerais (MG), Brazilia.